# Unabhängige Regionale Aufarbeitungskommission
Eine Unabhängige Regionale Aufarbeitungskommission (URAK) ist eine Kommission von Gliedkirchen der Evangelischen Kirche in Deutschland (EKD) und deren diakonischen Werken zur Aufarbeitung der sexualisierten Gewalt in der Evangelischen Kirche in Deutschland.

## Hintergrund
Am 13. Dezember 2023, also noch vor Veröffentlichung der ForuM-Studie unterzeichneten die Unabhängige Beauftragte für Fragen des sexuellen Kindesmissbrauchs (UBSKM), die Bevollmächtigte des Rates der EKD bei der Bundesrepublik Deutschland und der Europäischen Union und der Präsident der Diakonie in Deutschland eine Gemeinsame Erklärung (GE).
In der Präambel der Erklärung erkennen die EKD, Diakonie Deutschland und die Unabhängige Beauftragte an, dass in der Vergangenheit Amtsträger und andere Beschäftigte der evangelischen Kirche und Diakonie sexualisierte Gewalt an Menschen verübt haben. Sie vereinbaren das gemeinsame Ziel, diese Gewalt in den Einrichtungen der Kirche und Diakonie unabhängig aufzuarbeiten und bekräftigen ihr Engagement, die umfassende Aufarbeitung fortzusetzen.
In einer zu der Gemeinsamen Erklärung gehörenden Auslegungshilfe werden der Aufbau und die Ziele der Kommission dargestellt und das geplante Vorgehen bei der Aufarbeitung festgelegt.

## Verbünde der Kommissionen
Insgesamt soll es neun Unabhängige Regionale Aufarbeitungskommissionen in Deutschland geben:

### Verbund Konföderation und Bremen
- Evangelisch-lutherische Landeskirche in Braunschweig
- Bremische Evangelische Kirche
- Evangelisch-lutherische Landeskirche Hannovers
- Evangelisch-Lutherische Kirche in Oldenburg
- Evangelisch-Lutherische Landeskirche Schaumburg-Lippe
- Evangelisch-reformierte Kirche
- Diakonisches Werk Bremen
- Diakonisches Werk Niedersachsen
- Diakonisches Werk Oldenburg
- Diakonisches Werk der Ev.-luth. Landeskirche Schaumburg-Lippe
- Diakonisches Werk der Ev.-reformierten Kirche[4]

#### Mitglieder der URAK Konföderation und Bremen
Benannt von den zuständigen Landesregierungen
- Karen Buse, ehemalige Präsidentin des Hanseatischen Oberlandesgerichts Bremen
- n.n.
- n.n.

Benannt von der Konföderation und Bremen
- Steffen Meyer, Leiter der historischen Kommission der Dachstiftung Diakonie
- Carolyn Hollweg, stellvertretende Geschäftsführerin beim Evangelischen Erziehungsverband in Hannover
- Sabine Hinrichs-Michalke, Pastorin[7]

### Verbund Nordost
- Evangelisch-Lutherische Kirche in Norddeutschland
- Evangelische Kirche Berlin-Brandenburg-schlesische Oberlausitz
- Diakonisches Werk Berlin-Brandenburg-schlesische Oberlausitz
- Diakonisches Werk Hamburg
- Diakonisches Werk Mecklenburg-Vorpommern
- Diakonisches Werk Schleswig-Holstein[4]

#### Mitglieder der URAK Nord-Ost
Benannt von den zuständigen Landesregierungen:
- Barbara Bräutigam
- Holger Stuhlmann, ehem. Leiter des Amtes für Familie, Jugend und Sozialordnung in Hamburg
- Udo Wölkerling, ehem. Leiter der Fachstelle Kind im Zentrum, Mitarbeit im Aufarbeitungsprozess der Staatlichen Ballettschule Berlin

Benannt von der Leitenden Gremien von Kirche und Diakonie:
- Marie Anne Subklew-Jeutner, Theologin
- Ulrike Poppe, Bürgerrechtlerin und ehemalige Oppositionelle in der DDR

Benannt von der Betroffenenvertretung:
- Marius Volkman
- Anna Lisa (Pseudonym)

### Verbund Südwest
- Evangelische Landeskirche in Baden
- Evangelische Kirche in der Pfalz
- Diakonisches Werk Baden
- Diakonisches Werk Pfalz[4]

#### Mitglieder der URAK Südwest
Benannt von den zuständigen Landesregierungen:
- Helmut Perron, ehemaliger Präsident des Landgerichts Heidelberg
- Sylvia Schraut, Historikerin und Leiterin des Projekts zur Aufarbeitung des sexuellen Missbrauchs im Bistum Speyer
- Detlef Placzek, ehrenamtlicher Opferbeauftragter der Landesregierung Rheinland-Pfalz

Benannt von der Leitenden Gremien von Kirche und Diakonie:
- Beatrix Vogt-Wuchter, Vorständin der Diakonie Baden
- Pastorin Britta Geburek-Haag seit dem die Kirchenpräsidentin Dorotee Wüst zurückgetreten ist.

Benannt von der Betroffenenvertretung:
- Christel Knopp
- Christa-Marie (Pseudonym)

### Verbund Bayern
- Evangelisch-Lutherische Kirche in Bayern
- Diakonisches Werk Bayern[4]

### Verbund Württemberg
- Evangelische Landeskirche in Württemberg
- Diakonisches Werk Württemberg[4]

#### Mitglieder der URAK Württemberg
Benannt von der Betroffenenvertretung:
- Werner Kazmaier

### Verbund West
- Lippische Landeskirche
- Evangelische Kirche im Rheinland
- Evangelische Landeskirche von Westfalen
- Diakonisches Werk Rheinland-Westfalen-Lippe[4]

### Verbund Hessen
- Evangelische Kirche in Hessen und Nassau
- Evangelische Kirche von Kurhessen-Waldeck
- Diakonisches Werk Hessen[4]

### Verbund Mitteldeutschland
- Evangelische Kirche in Mitteldeutschland
- Evangelische Landeskirche Anhalts
- Diakonisches Werk Mitteldeutschland[4]

### Verbund Sachsen
- Evangelisch-Lutherische Landeskirche Sachsens
- Diakonisches Werk Sachsen[4]

#### Mitglieder der URAK Sachsen
Benannt von der Betroffenenvertretung der URAK Sachsen:
Benannt von der Betroffenenvertretung der URAK Sachsen:
- Karl Matthias Uhlich, Betroffenenvertreter aus Salzweg-Strasskirchen, Pfarrer i. R.
- Frank Hadlich-Theml, Betroffenenvertreter aus Marienberg, Pfarrer i. R.

Benannt vom Freistaat Sachsen:
- Prof. Dr. Heide Glaesmer, Psychologin und Traumaforscherin, psychologische Psychotherapeutin mit Schwerpunkt Verhaltenstherapie am Universitätsklinikum Leipzig
- Dr. Verena Böll, Historikerin, Religionswissenschaftlerin, Referentin für interkulturelle-/interreligiöse Bildung bei der Sächsischen Landeszentrale für politische Bildung
- Prof. Dr. Frank Asbrock, Professor für Sozialpsychologie an der Technischen Universität Chemnitz, Direktor des Zentrums für kriminologische Forschung

Benannt vom Verbund (Ev.-Luth. Landeskirchenamt Sachsen und Diakonie Sachsen):
- Antonia Ellke, Juristin, Leiterin des Grundstückamts der sächsischen Landeskirche
- Dietrich Bauer, Theologe, Oberkirchenrat, Vorstandsvorsitzender der Diakonie Sachsen

## Zusammensetzung der Kommissionen
Diese Kommissionen sollen aus einer ungeraden Zahl von mindestens sieben Mitgliedern, darunter Betroffene von sexualisierter Gewalt und Experten aus verschiedenen Fachbereichen bestehen. Weniger als 50 % der Mitglieder dürfen in Gremien der evangelischen Kirche oder Diakonie sitzen oder dort arbeiten. Alle URAK bestehen aus 7 Personen nur sie URAK Hannover/Bremen besteht aus 9 Personen.
Die Leitungsorgane der jeweiligen Landeskirchen und der jeweiligen Landesverbände der Diakonie berufen Mitglieder formal. Die Mitglieder der URAK wählen aus ihrem Kreis einen Vorsitzenden und einen stellvertretenden Vorsitzenden. Vorsitzender uns stellvertretender Vorsitzender müssen aus dem Personenkreis der von der Landesregierung ernannten Personen gewählt werden.

### Von Kirche und Diakonie bestimmte Mitglieder
Die Leitungsorgane der jeweiligen Landeskirchen und der jeweiligen Landesverbände der Diakonie entsenden in alle URAK 2 Personen, in die URAK Hannover/Bremen werden 3 Personen entsendet.

### Von den zuständigen Landesregierungen bestimmte Mitglieder
Die Leitungsorgane der jeweiligen Landeskirchen und der jeweiligen Landesverbände der Diakonie bitten die zuständigen Landesregierungen um die Benennung von 3 Personen für die URAK.

### Betroffene Mitglieder
Die Betroffenenvertretung der jeweiligen URAK benennt für alle URAK 2 Personen; für die URAK Hannover/Bremen werden 3 Personen benannt. Die Personen müssen von sexualisierter Gewalt betroffene Personen sein und müssen nicht Teil der Betroffenenvertretung sein.

## Beteiligung von Betroffenen
Betroffen sollen im Rahmen der URAK auf zwei Wegen an der Aufarbeitung beteiligt werden.

### Mitarbeit in der Betroffenenvertretung
Zum einen ist eine Betroffenenbeteiligung für interessierte Betroffene in einer der insgesamt 9 sogenannten Betroffenenvertretung der jeweiligen URAK möglich. Die jeweilige Betroffenenvertretung der URAK soll doppelt so viele Mitglieder haben wie sie in die URAK entsendet als 4, (in Hannover/Bremen 6) und sie soll nicht deutlich mehr als doppelt so viele Mitglieder haben wir sie in die URAK entsendet also 8 (in Hannover/Bremen 12). Sind mehr Betroffene an der Mitarbeit in der Betroffenenvertretung interessiert wird der Zugang durch eine nicht näher bezeichnete Expertenkommission beschränkt. Eine Wahl der Mitglieder der Betroffenenvertretung, wodurch die Betroffenenvertretung eine Mandat erhält, ist nicht vorgesehen. Die Mitglieder der Betroffenenvertretung bekommen eine monatliche Aufwandsentschädigung in Höhe von 350 €.
Die Betroffenenvertretung hat die Aufgabe die Mitglieder der URAK aus dem Kreis der Betroffenen zu wählen und die Betroffenenbeteiligung hat die Aufgabe Interessierte Betroffene über die Arbeit der URAK zu informieren. Dafür soll die Betroffenenvertretung jährliche Veranstaltung organisieren um Informationen zu Aufarbeitung, Unterstützung und Prävention bereitzustellen und einen Raum für Vernetzung und Diskussion zu bieten. Die Mitglieder der URAK aus dem Kreis der Betroffenen bekommen eine monatliche Aufwandsentschädigung in Höhe von 700 €.

### Gewählte Mitglieder der URAK auf dem Kreis der Betroffenen
Die zweite Art der Betroffenenbeteiligung ist die Mitarbeit in einer URAK. Die Betroffenenvertretung der URAK wählt 2 Betroffene (in Hannover/Bremen 3) und entsendet diese in die URAK. Die Betroffenen Mitglieder der URAK müssen selbst nicht Teil der Betroffenenvertretung sein.

## Aufgaben der URAK
Die URAK sollen die unabhängige Aufarbeitung sexualisierter Gewalt gemäß der gemeinsamen Erklärung durch folgende Maßnahmen unterstützen:
1. Erhebung und Analyse: Sie erheben quantitativ die Fälle von sexualisierter Gewalt und analysieren qualitativ Strukturen, die solche Taten begünstigt oder erschwert haben.
2. Evaluierung: Sie untersuchen den Umgang mit Betroffenen und deren individuellen Aufarbeitungsprozessen und beraten die beteiligten Landeskirchen und diakonischen Verbände.
3. Anhörungen: Sie können Betroffene anhören, um deren Fälle zu dokumentieren und die Ergebnisse zu nutzen, wobei die Interessen und Bedürfnisse der Betroffenen beachtet werden.
4. Beauftragungen: Sie können Studien und Analysen in Auftrag geben, um das Ausmaß und die Ursachen von sexualisierter Gewalt zu untersuchen, mit Zustimmung der beteiligten Landeskirchen und Diakonieverbände.
5. Beschwerdemanagement: Betroffene können Beschwerden über unzureichende Aufarbeitung an die Kommission richten, die auf Lösungen hinwirken.[29]

### Befugnisse der URAK
Eine URAK hat keine Entscheidungs- oder Weisungskompetenz. Eine URAK kann bezüglich gewünschter Aufarbeitungsstudien lediglich Anregungen bei den für sie zuständigen Landeskirchlichen und Diakonischen Werken einreichen. Über die Anregungen entschdeinen die zuständigen Landeskirchlichen und Diakonischen Werke im Verbund.

### Grenzen der Zuständigkeit einer URAK
Für Fällen die in die Zuständigkeit mehrerer URAK fällt, sind die Vorsitzenden aller URAK im Verbund zuständig.

## URAK und Strafverfolgungsbehörden
Werden der URAK innerhalb ihrer Aufarbeitungsarbeit strafrechtlich relevante Missbrauchsfälle bekannt, so ist sie nicht dazu befugt, die Fälle einfach an die Strafverfolgungsbehörden weiterzuleiten. Die Fälle dürfen nur gemäß der „Richtlinie der Evangelischen Kirche in Deutschland zum Schutz vor sexualisierter Gewalt“ vom 18. Oktober 2019 weitergeleitet werden.

## Start der URAK
Ursprünglich sollten die neun URAKs am 13. März 2025 ihre Arbeit aufnehmen. Tatsächlich konnte am Stichtag nur 7 von 9 URAK ihre Arbeit aufnehmen.

### Probleme bei dem Start der URAK Verbund Konföderation und Bremen (Niedersachsen und Bremen)
In Niedersachsen gab es Probleme bei der Bildung der URAK. Kurz vor dem Stichtag am 13. März 2025 traten zwei von der Landesregierung benannte Mitglieder der URAK zurück. Thela Wernstedt und Antje Niewisch-Lennartz wurden vom Großteil der Betroffenenvertretung abgelehnt, da sie diese für befangen hielten. Wernstedt war Synodenmitglied und gehört unter anderem dem Präsidium des Deutschen Evangelischen Kirchentages an. Niewisch-Lennartz war ebenfalls Synodenmitglied. Die Rücktritte vor Wernstedt und Niewisch-Lennartz wurden von Betroffenen mit sehr viel Wertschätzung und Dankbarkeit aufgenommen. Ein gewähltes Mitglied der URAK aus dem Kreis der Betroffenen bezeichnete Wernstedt und Niewisch-Lennartz als hochkompetent aber leider zu kirchennah. Er bedanke sich für die Rücktritte und lobte sie für die diesen Schritt und lud zum Gespräch ein. Die Landesregierung hingegen reagierte verärgert und teilte mit, dass die Betroffenen sich nicht angemessen verhalten würden und lehnte es ab, Ersatzkandidaten zu schicken. Die UBSKM hatte zuvor an den Kandidaten ähnliche Kritik wie die Betroffenen geäußert.
Die Niedersächsische Landesregierung beurteilte die Abstimmung unter den Betroffenen als „unhaltbar, ungerechtfertigt und pauschal“.

### URAK Sachsen startete im April
Die URAK im Verbund Sachsen ist seit April 2025 vollzählig und hat nach Angaben des Landeskirchenamts inzwischen ihre Arbeit aufgenommen. Die Kommission besteht aus sieben Personen.

## Vergleich mit Aufarbeitungsbemühungen in der Katholischen Kirche
Am 28. April 2020 unterzeichneten die Unabhängige Beauftragte für Fragen des sexuellen Kindesmissbrauchs (UBSKM) und der Beauftragte der Deutschen Bischofskonferenz für Fragen des sexuellen Missbrauchs im
kirchlichen Bereich und für Fragen des Kinder- und Jugendschutzes ebenfalls eine Gemeinsame Erklärung über verbindliche Kriterien und Standards für eine unabhängige Aufarbeitung von sexuellem Missbrauch in der katholischen Kirche in Deutschland.